# GC Unihockey
GC Unihockey ist ein Schweizer Unihockeyverein aus der Stadt Zürich, welcher in der höchsten Schweizer Spielklasse, der Unihockey Prime League spielt.

## Geschichte
GC Unihockey wurde per März 2002 gegründet. Der Verein entstand durch die Fusionierung der Clubs UHC Cosmic Zürich, UHC Zürich und der Zurich Lakers. Um die von Swiss Unihockey auferlegten Auflagen zu erfüllen, fusionierten die Zürich Lakers mit dem polysportiven Verein GC. Die beiden Ursprungsverein Hard Sticks Adliswil und die Crocodiles Küsnacht wurden somit aus dem Dachverein der Zürich Lakers entbunden. Dies hatte für die beiden Vereine zur Folge, dass sie nicht mit anderen Vereinen zusammenarbeiten und fusionieren konnten.
Nach der Anmeldung im Jahr 2002 war der Verein für die Saison 2002/03 spielberechtigt. Sowohl die erste Mannschaft der Herren wie auch die erste Mannschaft der Damen konnte in deren ersten Saison in der Nationalliga A antreten. Die Liga-Lizenzkommission hat dem Verein nur eine provisorische Spiellizenz auferlegt. Innert eines Jahres muss der Verein aufzeigen, dass die wirtschaftlichen, sportlichen und restlichen Lizenzauflagen erfüllt werden. Nach der ersten Saison bestätigte Swiss Unihockey GC Unihockey die definitive Lizenz für die Nationalliga.
2015/16 konnte GC Unihockey zum ersten Mal die Schweizer Meisterschaft gewinnen. Eine Saison später gelang GC Unihockey mit einem 8:7-Sieg über den HC Rychenberg Winterthur der Cupsieg. In der Saison 2021/22 holte sich GC Unihockey das Double.

## Kader 2020/21
| Nr | Position    | Spielername           | Jahrgang |
| -- | ----------- | --------------------- | -------- |
| 1  | Goalie      | Cyril Haldemann       | 1998     |
| 31 | Goalie      | Henrik Von Wangenheim | 2002     |
| 2  | Verteidiger | Dylan Hasenböhler     | 2003     |
| 3  | Verteidiger | Alessandro Alliata    | 1999     |
| 8  | Verteidiger | Moritz Mock           | 2000     |
| 12 | Verteidiger | David Dürler          | 2000     |
| 13 | Verteidiger | Kay Bier              | 1995     |
| 18 | Verteidiger | Tobias Schaffner      | 2003     |
| 72 | Verteidiger | Andri Kunz            | 2002     |
| 7  | Stürmer     | Timon Stäubli         | 1997     |
| 47 | Stürmer     | Mario Kunz            | 2004     |
| 21 | Stürmer     | Paolo Riedi           | 1992     |
| 23 | Stürmer     | Fabrice Göldi         | 1995     |
| 29 | Stürmer     | Florian Wenk          | 1998     |
| 32 | Stürmer     | Alan Strässle         | 2000     |
| 22 | Stürmer     | Maxim Frei            | 2002     |
| 50 | Stürmer     | Elia Seiler           | 2004     |
| 65 | Stürmer     | Tim Nussle            | 1999     |
| 30 | Stürmer     | Thommy Bolin          | 1995     |
| 90 | Stümer      | Sandro Cavelti        | 1990     |
| 95 | Stürmer     | Joël Rüegger          | 1995     |
|    |             |                       |          |
|    |             |                       |          |

Stand: Saison 24/25

## Trainer
- 2002–2003 Christian Kradolfer
- 2003–2006 Peter Düggeli
- 2006–2008 Patrick Pons
- 2008–2010 Patrick Berwert
- 2010–2013 Magnus Svensson
- 2013–2023 Luan Misini
- 2023-heute Nicolas Berlinger

## Ehemalige Spieler
- Niklas Jihde
- Kim Nilsson
- Henrik Lorendal
- Radim Cepek
- Ales Jakubek
- Alexander Bodén
- Peter Runnestig
- Lauri Kapanen
- Hannu Kohonen
- Michel Kamerer
- Sami Kuronen
- Thomas Jonsson
- Otto Moilanen
- Patrick Lundström
- Karl Nilsson
- Alfred Daniels
- Matthias Steinholz
- Mark Wolf
- Andreas Gahlert
- Patrick Bachmann
- Michael Walthard
- Andi Helbling
- Urs Helbling
- Christoph Riedel
- Matthias Ogg
- Franco Battaglia
- Lukas Angst
- Rinaldo Walser
- Beni Cernela
- Lulzim Kamaj
- René Jaunin
- Beat Bruderer
- Loyan Osman
- Dominik Mächler
- Michael Zürcher
- Nico Scalvinoni
- Benjamin Reusser
- Matthias Adank
- Philip Kern
- Remy Scherrer
- Fabian Tschopp
- Pascal Meier
- Claudio Laely
- Christoph Meier
- Tobias Heller
- Daniel Steiger

## Erfolge
- Schweizer Cup: 2011, 2014, 2017 und 2022
- Schweizer Meister: 2016 und 2022